# Bronzen heremietkolibrie
De bronzen heremietkolibrie (Glaucis aeneus) is een vogel uit de familie Trochilidae (kolibries).

## Verspreiding en leefgebied
Deze soort komt voor van oostelijk Honduras tot westelijk Panama en van westelijk Colombia tot noordwestelijk Ecuador.

## Status
De grootte van de populatie is in 2019 geschat op 0,5-5 miljoen volwassen vogels. Op de Rode lijst van de IUCN heeft deze soort de status niet bedreigd.  